# Zwickau (huyện)
Zwickau (tiếng Đức: Landkreis Zwickau) là một huyện (Kreis) ở bang tự do Sachsen, Đức.

## Lịch sử
Huyện đã được thành lập thông qua việc sáp nhập các huyện cũ Zwickauer Land, Chemnitzer Land và thành phố Zwickau trong cuộc cải tổ huyện tháng 8 năm 2008.

## Địa lý
Huyện tọa lạc ở chân đồi phía bắc Erzgebirge, phía tây Chemnitz. Các sông chính chảy qua huyện này là sông Zwickauer Mulde và Pleiße. Các đơn vị giáp ranh (từ phía tây theo chiều kim đồng hồ) là: the state Thüringen, huyện Mittelsachsen, the urban district Chemnitz, các huyện Erzgebirgskreis và Vogtlandkreis.

## Các thị xã và đô thị
| Thị xã | Thị xã                                                                                       | Đô thị | Đô thị |
| --- | -------------------------------------------------------------------------------------------- | --- | --- |
| 1. Crimmitschau 2. Glauchau 3. Hartenstein 4. Hohenstein-Ernstthal 5. Kirchberg 6. Lichtenstein, Đức 7. Limbach-Oberfrohna | 1. Meerane 2. Oberlungwitz 3. Waldenburg 4. Werdau 5. Wildenfels 6. Wilkau-Haßlau 7. Zwickau | 1. Bernsdorf 2. Callenberg 3. Crinitzberg 4. Dennheritz 5. Fraureuth 6. Gersdorf 7. Hartmannsdorf bei Kirchberg 8. Hirschfeld 9. Langenbernsdorf 10. Langenweißbach | 1. Lichtentanne 2. Mülsen 3. Neukirchen 4. Niederfrohna 5. Oberwiera 6. Reinsdorf 7. Remse 8. Sankt Egidien 9. Schönberg |